# Raoul IV de Vexin
Raoul IV de Vexin, (Rodulfus), Raoul le Grand ou Raoul III de Valois dit aussi Raoul de Crépy, mort en 1074, fut comte de Valois de 1038 à 1074, puis comte de Vexin et d'Amiens de 1063 à 1074. Il était fils de Raoul III de Vexin, comte de Valois, et d'Adèle de Breteuil.

## Biographie
Il succéda à son père en 1038 et organisa la résistance du camp blésois à la mort du comte Eudes II face au roi Henri Ier de France. Capturé par l'armée royale en 1041, il changea de camp et se rallia au capétien, favorisant sa politique en Champagne. Il participa ensuite à la bataille de Mortemer et n'échappa à la captivité que grâce à l'intervention de son vassal, Roger de Mortemer. Guillaume le Conquérant, un autre suzerain de Roger, lui retira ses fiefs en représailles et Roger se réfugia à la cour de Valois. Raoul continua à se battre aux côtés du roi de France et participa au siège de Thimert en 1057. 
À la suite de la mort du roi Henri (1060) et de la régence qui suivit, les relations entre la France et la Normandie s'adoucirent, et une paix relative s'établit. En 1062, la mort du comte Herbert II du Maine, incita Gautier III de Vexin, un cousin de Raoul à revendiquer le Maine, mais il fut vaincu par Guillaume le Conquérant et mourut peu après. Raoul hérita alors du Vexin et d'Amiens, et reconstitua à son profit l'union des trois comtés, séparés par la mort de son aïeul Gautier II le Blanc.
Durant cette période, la Normandie prit de l'importance face aux capétiens, et Raoul, isolé par le scandale de son mariage avec Anne de Kiev, préféra s'allier au duc. Raoul mourut en 1074 à Péronne le 23 février selon certaines sources, ou à Montdidier le 8 septembre selon d'autres.

## Mariages et enfants
Raoul IV épouse en premières noces Adèle de Bar-sur-Aube, fille et héritière de Nocher III, comte de Bar-sur-Aube, veuve ou séparée de Renaud de Semur, de Renard de Joigny et de Roger de Vignory. Ils ont pour enfants :
- Gautier († 1065/1067), comte de Bar-sur-Aube ;
- Élisabeth de Valois ou (Adélaïde de Crépy ?) (° 1048 - † entre 1093 et 1101), mariée à Barthélemy de Broyes, sire de Broyes ;
- Adélaïde de Valois, comtesse de Valois, mariée à Herbert IV (° v. 1032 † v. 1080), comte de Vermandois[3] ;
- Adèle ou Alix de Valois, mariée à Thibaud III de Blois, comte de Blois, de Chartres, de Tours et de Châteaudun, de Provins, de Troyes et de Meaux[4] ;
- Simon († 1082), comte de Valois, d'Amiens, de Montdidier et de Bar-sur-Aube.

Veuf, il se remarie avec Aliénor ou Hannequez, héritière de Montdidier et Péronne :
- Hawise de Valois, qui épouse Roger de Mortemer.

Raoul répudie Hannequez en 1060 pour épouser vers 1061 Anne de Kiev, fille de Iaroslav le Sage, grand-prince de Kiev, et veuve du roi Henri Ier de France. Ce mariage fit scandale, car la veuve d'un roi de France issue d'une famille régnante ne saurait épouser un vassal, et la reine dut quitter la cour. Ce mariage isola également politiquement Raoul, et l'affaire alla même jusqu'à l'excommunication.